# Psamathia
Psamathia este un gen de insecte lepidoptere din familia Uraniidae.

Cladograma conform Catalogue of Life:
| Psamathia | \| \| Psamathia amplata \| \| \| \| \| \| Psamathia chanchamayoria \| \| \| \| \| \| Psamathia impunctata \| \| \| \| \| \| Psamathia laticaudata \| \| \| \| \| \| Psamathia parallelaria \| \| \| \| \| \| Psamathia sordidata \| \| \| \| \| \| Psamathia subangulata \| \| \| \| |
|           | \| \| Psamathia amplata \| \| \| \| \| \| Psamathia chanchamayoria \| \| \| \| \| \| Psamathia impunctata \| \| \| \| \| \| Psamathia laticaudata \| \| \| \| \| \| Psamathia parallelaria \| \| \| \| \| \| Psamathia sordidata \| \| \| \| \| \| Psamathia subangulata \| \| \| \| |
|           | Psamathia amplata |
|           | |
|           | Psamathia chanchamayoria |
|           | |
|           | Psamathia impunctata |
|           | |
|           | Psamathia laticaudata |
|           | |
|           | Psamathia parallelaria |
|           | |
|           | Psamathia sordidata |
|           | |
|           | Psamathia subangulata |
|           | |